# Kentavious Caldwell-Pope

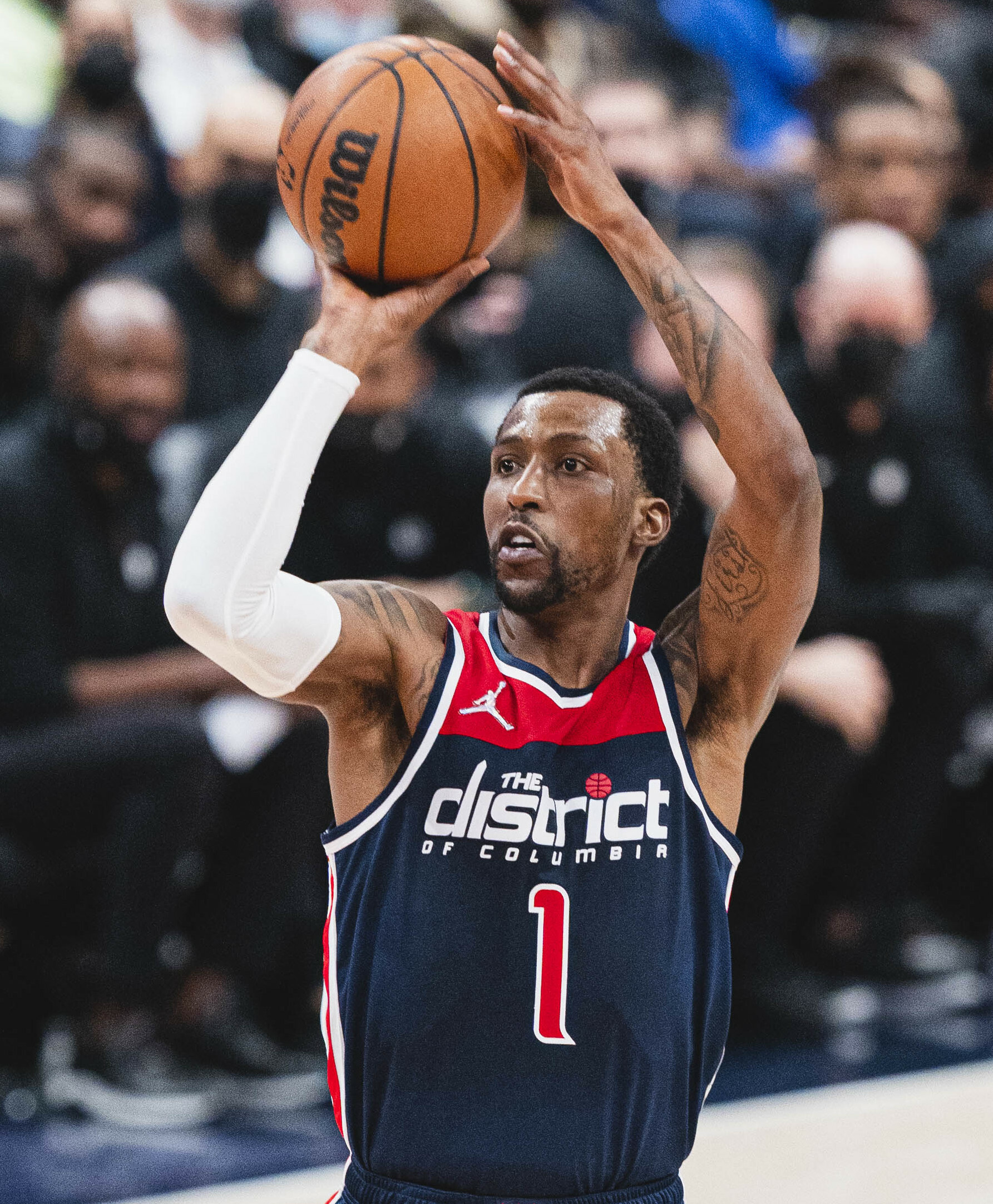
Kentavious Caldwell-Pope, 2022.

Kentavious Tannell Caldwell-Pope, född 18 februari 1993 i Thomaston i Georgia, är en amerikansk professionell basketspelare (SG) som spelar för Memphis Grizzlies i National Basketball Association (NBA). Han har tidigare spelat för Detroit Pistons, Los Angeles Lakers, Washington Wizards, Denver Nuggets och Orlando Magic.
Han var med om att vinna NBA-mästerskapet två gånger. Den första var med Los Angeles Lakers för säsongen 2019–2020 och den andra med Denver Nuggets för säsongen 2022–2023.
Caldwell-Pope draftades av Detroit Pistons i första rundan i 2013 års draft som åttonde spelare totalt.
Innan han blev proffs studerade Caldwell-Pope vid University of Georgia och spelade för deras idrottsförening Georgia Bulldogs.